# یاترویزین
یاترویزین (به انگلیسی: Jatrorrhizine) یک ترکیب شیمیایی با شناسه پاب‌کم ۷۲۳۲۳ است. 